# 广东省地震局
广东省地震局，是中国地震局和广东省人民政府双重领导，以中国地震局为主的事业单位。根据广东省人民政府授权，依法履行防震减灾主管机构的各项职责，承担本行政区域内防震减灾工作政府行政管理职能。

## 沿革
1970年3月，组成中南地震大队，参加组建的单位有：中国科学院武汉测量与地球物理研究所、中南大地构造研究室、地质部中南地震地质队、广东省地震队（其前身主要为广东省新丰江地震考察队）。其后，测绘总局第二测量大队、地质部第一物探大队，中国科学院工程力学研究所等抽出部分人员调入中南地震大队。大队机关驻在广州，下设有五队一厂(前兆、地质、测量、物探，抗震等队和地震仪器厂)和广东省内二十六个台站。
1971年8月，撤销中南地震大队，成立国家地震局广州地震大队和广东省革委会地震办公室，下设地震综合队（含地质、测量、物深、抗震等队和实验室）、地震前兆队、地震仪器厂和26个台站。地震综合队负责粤，桂、湘三省的中长期地震监测任务。文化大革命結束后，1978年1月，撤销广州地震大队，成立广东省地震局。1979年，撤销地震综合队、抗震队、保留物探队、测量队，成立地震科学研究所。研究所下设地震地质研究室，水库地震研究室，抗震研究室及计算机室。同年10月，国家地震局设立华南地震协作区办公室，由广东省地震局代管。1980年，撤销台群处，成立分析预报中心，下设综合分析预报室、测震研究室和前兆研究室。1981年，经过内部机构调整，下属单位有地震科学研究所，分析预报中心以及测量、物探，工程、地震仪器等队厂、新丰江办事处和二十六个专业台站。

## 主要职责
广东省地震局贯彻落实党中央、国务院关于防震减灾工作的方针政策和决策部署，按照应急管理部党委、中国地震局党组和广东省委省政府工作要求，推进职能转变，在履行职责过程中坚持和加强党对防震减灾工作的集中统一领导。主要职责是：
- （一）负责起草广东省防震减灾政策、法规、规章和标准，并组织实施。
- （二）组织编制广东省防震减灾规划并组织实施，推进防震减灾双重计划财务管理体制和相应经费渠道的建立和完善；推动粤港澳大湾区建设和深圳建设中国特色社会主义先行示范区的防震减灾事业创新发展。
- （三）负责建立地震灾害风险防治体系、地震监测预报预警体系、地震科技创新体系和防震减灾社会治理体系。
- （四）负责建立防震减灾信息系统，建立地震监测预警、灾情报告和风险报告制度，建立地震灾害风险信息共享机制，依法统一发布震情、灾情和地震灾害风险信息，保障地震应急响应。
- （五）负责编制广东省地震监测站网规划并组织实施，会同有关部门开展地震灾害风险调查、评估、防治，会同有关部门组织开展地震灾害调查与损失评估，参与制定地震灾区恢复重建规划。
- （六）依法履行本行政区域内防震减灾监督管理职责，指导市、县防震减灾工作，依法开展本行政区域内防震减灾相关行政执法工作，承担地震行政复议、行政诉讼工作。
- （七）负责本行政区域内地震行业质量与技术监督管理工作，负责地震技术标准的宣传、贯彻、实施和监督，管理地震计量工作。
- （八）组织防震减灾公共服务，负责防震减灾科学技术研究及其成果的推广应用，负责防震减灾科普宣传和培训工作。
- （九）承担中国地震局和省委省政府交办的其他任务。

## 机构设置

### 内设机构
- 办公室
- 监测预报与科技处（应急服务处）
- 震害防御处（公共服务处）
- 规划财务处
- 人事教育处（离退休干部办公室）
- 机关党委
- 纪检室

### 直属事业单位
- 广东地震台
- 广东省震灾风险防治中心（广东省工程防震研究院）
- 广东省地震局信息中心（公共服务中心）
- 广东省地震局财务与国有资产管理中心
- 广东省城市地震安全研究所（广东省防震减灾科技协同创新中心）
- 广东省地震局深圳地震科技创新中心（深圳地震台）

### 地震监测中心站
- 广州地震监测中心站（珠三角中心站）
- 新丰江地震监测中心站
- 汕头地震监测中心站（粤东中心站）
- 阳江地震监测中心站（粤西中心站）
- 韶关地震监测中心站（粤北中心站）